# Paulo Nunes
Arílson de Paula Nunes, plus connu sous le surnom de Paulo Nunes, né le 30 octobre 1971 à Pontalina (Brésil), est un footballeur brésilien, qui évoluait au poste d'attaquant à Grêmio et en équipe du Brésil.
Paulo Nunes n'a marqué aucun but lors de ses deux sélections avec l'équipe du Brésil en 1997.

## Carrière
- 1991-1994 : Flamengo
- 1995-1997 : Grêmio
- 1997-1998 : Benfica
- 1998-2000 : Palmeiras
- 2001-2002 : Grêmio
- 2002 : Corinthians
- 2002 : Gama
- 2002 : Al Nasr
- 2003 : Mogi Mirim  [1]

## Palmarès

### En club
- Vainqueur de la Copa Libertadores en 1995 avec Grêmio et en 1999 avec Palmeiras
- Vainqueur de la Recopa Sudamericana en 1996 avec Grêmio
- Vainqueur de la Copa Mercosur en 1998 avec Palmeiras
- Champion du Brésil en 1992 avec Flamengo et en 1996 avec Grêmio
- Vainqueur de la Coupe du Brésil en 1990 avec Flamengo, en 1997 avec Grêmio et en 1998 avec Palmeiras
- Champion de Rio de Janeiro en 1991 avec Flamengo
- Champion du Rio Grande do Sul en 1995 et en 1996 avec Grêmio
- Champion de São Paulo en 2001 avec le SC Corinthians
- Vainqueur de la Coupe de Rio en 1991 avec Flamengo
- Finaliste de la Coupe Intercontinentale en 1999 avec Palmeiras

### EnÉquipe du Brésil
- 2 sélections en 1997
- Vainqueur de la Copa América en 1997
- Vice-champion du Monde Juniors en 1991 avec les Juniors
- Participation à la Copa América en 1997 (Vainqueur)

### Distinction individuelle
- Meilleur buteur du Championnat du Brésil en 1996 (16 buts)

### Télévision
- 2013: A Fazenda 6